# Samsung Galaxy M21
O Samsung Galaxy M21 é um smartphone Android de gama média desenvolvido pela Samsung Electronics como parte da gama de smartphones da série Galaxy M em 2020. Foi lançado pela primeira vez em 18 de março de 2020 como sucessor do Galaxy M20 e do Galaxy M30. Vem com o Android 10 pré-instalado com a camada de personalização One UI 2.0 da Samsung, que foi actualizada para o Android 12 com a One UI 4.1.
O Samsung Galaxy M21 tem uma versão actualizada, o Samsung Galaxy M21s, lançado a 6 de novembro de 2020.

## Especificações
O telefone possui painel Super AMOLED FHD+ de 6,4 polegadas com cantos arredondados, proporção tela-corpo de 91% e proporção de 19,5:9. O vidro frontal é feito de Corning Gorilla Glass 3 . Há um leitor de impressão digital montado na parte traseira do plástico de policarbonato.
O sistema de câmera do telefone é semelhante ao do Samsung Galaxy M30s. É composto por 3 câmeras traseiras:
- 48 MP, sensor principal de 1/2,0" com abertura f/2,0, tamanho de pixel de 0,8 μm, campo de visão de 80°
- Lente ultra-ampla de 8 MP, 1/4,0" com abertura f/2,2, 1,12 Tamanho de pixel μm, campo de visão de 123°
- Sensor de profundidade de 5 MP com abertura f/2.2

Um recorte de tela em formato de U infinito na frente abriga um único Lente de câmera selfie de 20 MP com abertura f/2.2. A câmera traseira é capaz de gravar vídeos de até 4K a 30 fps e a câmera frontal pode gravar vídeos de até 1080p a 30 fps
Uma grande bateria Li-Po de 6000 mAh é carregada por meio de carregamento rápido adaptável de 15 watts.

### Software
O telefone vem com Android 10 e a sobreposição de software personalizada One UI Core 2.0 da Samsung. O telefone recebeu a atualização One UI 3.0 baseada no Android 11 em 27 de janeiro de 2021 e One UI 3.1 em 31 de março de 2021. O telefone também aparece na lista em que os smartphones Samsung lançados após 2019 foram comprometidos a receber atualizações por um mínimo de 4 anos, no entanto, se as atualizações de segurança comprometidas se traduzirão em próximas atualizações de versão do Android, ainda não foi esclarecido pela Samsung.